# 黄金坳镇
黄金坳镇，是中华人民共和国湖南省怀化市鹤城区下辖的一个乡镇级行政单位。

## 行政区划
黄金坳镇下辖以下地区：
清水溪村、败泥冲村、仇家村、沙溪村、汪家村、江口院村、水环口村、岩冲村、黄金坳村、谭家村和里三元村。